# Edward Burleson
Edward Burleson (Condado de Buncombe, 15 de dezembro de 1798 - Austin, 26 de dezembro de 1851) foi um soldado, general e estadista no estado do Missouri, na República do Texas e, posteriormente, no estado norte-americano do Texas.